# Dioclea apurensis
Dioclea apurensis är en ärtväxtart som beskrevs av Carl Sigismund Kunth. Dioclea apurensis ingår i släktet Dioclea och familjen ärtväxter. Inga underarter finns listade i Catalogue of Life.